# خالد المصري
خالد المصري (بالألمانية: Khaled al-Masri)‏ (من مواليد 29 يونيو 1963) مواطن ألماني ولبناني اختطفته الشرطة المقدونية عن طريق الخطأ في عام 2003، وسلمته إلى وكالة المخابرات المركزية الأمريكية. احتجزته وكالة المخابرات المركزية، ونُقل جواً إلى أفغانستان، حيث احتُجز في موقع أسود واستجوب بشكل روتيني، وضُرِبَ وفُتِّش وجُرِّد من ملابسه وعُذِّب وتعرض لأشكال أخرى من المعاملة القاسية والمهينة والتعذيب. بعد إضراب المصري عن الطعام، واحتجازه لمدة أربعة أشهر في «سولت بيت»، اعترفت وكالة المخابرات المركزية أخيرًا باعتقاله وتعذيبه خطأً وأطلقت سراحه. يُعتقد أنه من بين ما يُقدر بـ 3000 معتقل اختطفتهم وكالة المخابرات المركزية في الفترة من 2001 إلى 2005.
في مايو 2004 أقنع سفير الولايات المتحدة في ألمانيا دان كوتس وزير الداخلية الألماني أوتو شيلي، بعدم توجيه اتهامات للإدارة الأمريكية. ورفع المصري دعوى قضائية ضد وكالة المخابرات المركزية لاعتقاله وتسليمه الاستثنائي وتعذيبه. وفي ديسمبر 2007 رفضت المحكمة العليا للولايات المتحدة الاستماع إلى القضية.
في 13 ديسمبر 2012 فاز المصري بقضية المادة 34 في المحكمة الأوروبية لحقوق الإنسان في ستراسبورغ. وقررت المحكمة أنه تعرض للتعذيب أثناء احتجازه من قبل عملاء وكالة المخابرات المركزية، وقضت بأن مقدونيا كانت مسؤولة عن الإساءة إليه أثناء وجوده في البلاد، ونقله عن علم إلى وكالة المخابرات المركزية عندما كان التعذيب محتملاً. ومنحته تعويضاً. وكانت هذه هي المرة الأولى التي يتم إثبات أنشطة وكالة المخابرات المركزية ضد المعتقلين على أنها تعذيب. كما أدانت المحكمة الأوروبية الدول لتعاونها مع الولايات المتحدة في هذه البرامج السرية.